# 圣雷吉斯迪宽
圣雷吉斯迪宽（法語：Saint-Régis-du-Coin，法語發音：[sɛ̃ ʁeʒis dy kwɛ̃]）是法国卢瓦尔省的一个市镇，位于该省南部，属于圣艾蒂安区。

## 地理
圣雷吉斯迪宽（45°17'2"N, 4°26'39"E）面积20.4 平方千米，位于法国奥弗涅-罗讷-阿尔卑斯大区卢瓦尔省，该省份为法国中南部省份，北起顺时针与索恩-卢瓦尔省、罗讷省、伊泽尔省、阿尔代什省、上盧瓦爾省、多姆山省和阿列省接壤。
与圣雷吉斯迪宽接壤的市镇（或旧市镇、城区）包括：拉韦尔萨讷、里奥托尔、马勒、圣热内-马利福、圣索沃尔昂吕。
圣雷吉斯迪宽的时区为UTC+01:00、UTC+02:00（夏令时）。

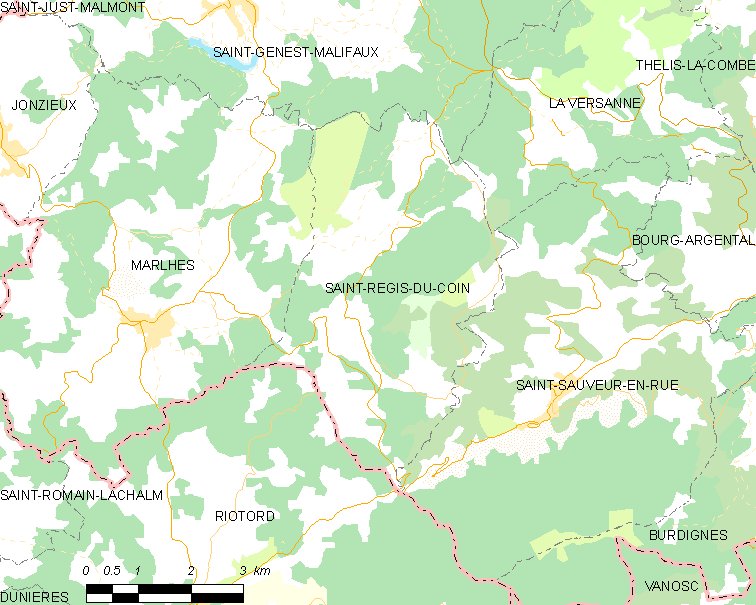
圣雷吉斯迪宽的OSM定位图

## 行政
圣雷吉斯迪宽的邮政编码为42660，INSEE市镇编码为42280。

## 政治
圣雷吉斯迪宽所属的省级选区为勒皮拉县。

## 人口

1962-2008年间圣雷吉斯迪宽人口变化图示

圣雷吉斯迪宽于2022年1月1日时的人口数量为416人。